# 18814 Ivanovsky
18814 Ivanovsky là một tiểu hành tinh vành đai chính với vận tốc quỹ đạo 1254.2390230 ngày (3.43 năm).
Nó được phát hiện ngày 20 tháng 5 năm 1999.